# Мой нежно любимый детектив
«Мой нежно любимый детектив» — советский художественный фильм 1986 года. «Феминизированная» версия приключений Шерлока Холмса. Сценарий Г. Горина и А. Хайта.

## Сюжет
В связи с тем, что в квартиру на Бейкер-стрит, в которой когда-то жили знаменитые сыщики Шерлок Холмс и доктор Джон Ватсон, часто приезжают пострадавшие от преступлений люди в надежде получить помощь, полиция поселила по этому адресу двух сыщиц — сотрудниц частного сыскного агентства мисс Шерли (Ширли) Холмс и мисс Джейн Ватсон, которые, применяя дедуктивный метод, успешно расследуют безнадёжно запутанные дела.
Скотланд-Ярд в лице инспектора Лестера и его помощника Бигса решает избавиться от конкуренток и устраивает им провокацию.

## В ролях
- Екатерина Васильева — Шерли Холмс (в честь Шерлока Холмса)
- Галина Щепетнова (Симонова) — Джейн Ватсон (в честь доктора Джона Ватсона)
- Валентин Гафт — инспектор Лестер (в честь инспектора Лестрейда)
- Владимир Белоусов — инспектор Бигс
- Жанри Лолашвили — Хосе
- Вячеслав Невинный — Томас Буль, эсквайр
- Михаил Данилов — мистер Грин
- Ольга Волкова — Мэри Харви, актриса из Шеффилда
- Валентина Талызина — миссис Эктон
- Александр Вокач — Джеймс, президент клуба холостяков
- Семён Фурман — член клуба холостяков
- Сергей Гармаш — член клуба холостяков, Восьмой констебль
- Зиновий Гердт — член клуба холостяков
- Елена Камбурова — певица
- Владимир Камоликов
- Саулюс Сипарис[лит.] — Роби Соммерс, жених Джейн Ватсон
- Нина Агапова — дама в кинотеатре
- Игорь Овадис — Джон, швейцар клуба
- Сергей Лосев — 12 констебль
- Амаяк Акопян
- Александр Кузнецов — член клуба холостяков
- Эдуардас Кунавичюс — игрок в биллиард (нет в титрах)
- Валерий Недоростков — переводчик с испанского

Вокал
- Елена Камбурова
- Зиновий Гердт

Озвучивание
- Михаил Данилов — текст от автора
- Рогволд Суховерко — голос министра

## Съёмочная группа
- Авторы сценария: Григорий Горин, Аркадий Хайт
- Режиссёр-постановщик: Алексей Симонов
- Оператор-постановщик: Аурелиюс Яциневичюс
- Художник-постановщик: Дмитрий Богородский
- Композитор: Владимир Дашкевич
- Текст песен: Юлий Ким
- Постановщик трюков Александр Карин
- Балетмейстер Э. Букайтис
- Звукооператор: Олег Соломонов
- Художник по костюмам: Грета Таар
- Режиссёр: Н. Иванова
- Оператор: Леонид Зотенко
- Комбинированные съёмки:
  - оператор Александр Пекарь
  - художник И. Зорина
- Грим: И. Самойлова, Э. Туркова
- Монтаж: Е. Шульман
- Редактор: В. Розина
- Музыкальный редактор: Н. Розанов
- Ассистенты:
  - режиссёра С. Редина, В. Ющенко
  - оператора Г. Орловский
- Мастер по свету: В. Розенберг
- Художник-архитектор: Любовь Скорина
- Дирижёр: Эмин Хачатурян
- Административная группа: Н. Парийский, А. Квашнин, Е. Коршунова
- Директор: Вячеслав Гераскин

## Стилистика
Фильм носит комедийно-пародийный характер. Поэтому в фильме присутствуют надписи на русском языке латиницей («No Kurit», «Club Holostjak»), а испанец поëт серенаду на смеси испанских, итальянских и французских слов без согласования родов («ma caro» и даже «soy señora» — «я сеньора», поëт мужчина). Также явно пародийным является присутствие переводчика в сцене встречи Шерли с влюблённым в неё испанцем в тюремной камере, где переводчик по сути только повторяет слова собеседников на том же языке, а позже, когда испанец начинает читать стихи, говорит, что это то ли старобаскский язык, то ли древнегрузинский — явная отсылка к исполнителю роли испанца.
Композитором фильма выступил Владимир Дашкевич, ранее написавший музыку к циклу фильмов «Приключения Шерлока Холмса и доктора Ватсона». В качестве отсылки в «Моём нежно любимом детективе» неоднократно цитируется заглавная мелодия сериала (примечательно, что герои фильма называют её «си-минор сонатой Йозефа Гайдена»), а в кабинете Лестера висит портрет Василия Ливанова в образе Холмса.